# Фаршут
Фаршут (араб. فرشوط‎, копт. ⲧⲃⲉⲣϭⲱⲧ, Дверчот) — город в центральной части Египта, расположенный на территории мухафазы Кена.

## Географическое положение
Город находится на западе мухафазы, в левобережной части долины реки Нил, на расстоянии приблизительно 55 километров к западу-юго-западу (WSW) от Кены, административного центра провинции. Абсолютная высота — 77 метров над уровнем моря.

## Демография
По данным переписи 2006 года численность населения Фаршута составляла 51 052 человек.
Динамика численности населения города по годам:
| 1996   | 2006   |
| ------ | ------ |
| 43 796 | 51 052 |

## Транспорт
Ближайший аэропорт расположен в городе Луксор.

## Известные уроженцы
- Авраам Фаршутский — святой, почитаемый Коптской православной церковью.